# Someone like you (dokumentarfilm)
|  | For andre betydninger, se Someone Like You |
Someone like you er en dokumentarfilm fra 2007 instrueret af Nanna Frank Møller.

## Handling
På en line spændt ud mellem et cirkustelts pyloner danser Ayin som en H.C. Andersensk eventyrfigur højt under teltdugens sejl. I kulissen står søsteren Sky klar til at udføre en poetisk snoreleg. Det er forestilling nummer 260. Og det er den endegyldigt sidste. Efter års kunstnerisk og personligt samliv er den lille franske cirkustrups artister nået til vejs ende...